# Болховская узкоколейная железная дорога
Болховская узкоколейная железная дорога — ликвидированная узкоколейная железная дорога, проходившая по территории Орловской области.

## История
Проект строительства узкоколейной железной дороги через город Болхов с последующим соединением с Московско-Курской линией был разработан ещё в конце XIX в. В то время население болховского уезда занималось в основном хлебопашеством, а также производством пеньки и конопляного масла. Продукцию везли на подводах за десятки километров в Орел или Белев, где было несколько компаний, отправлявших товары в Москву. Однако проект железной дороги так и не был воплощён в жизнь.
Строительство узкоколейной железной дороги с шириной колеи 600 мм, проходившей по маршруту Оптуха — Болхов — шахта около посёлка Новоигинский началось только в 1942 г. во время оккупации немецко-фашистскими захватчиками. Вблизи станции Оптуха находились склады немецкой армии, и железная дорога была необходима для подвоза военного снаряжения и боеприпасов частям вблизи Болхова. При строительстве дороги использовался труд пленных советских солдат.
Движение от станции Оптуха до города Болхова было открыто в конце 1942 г. В начале 1943 г. началось строительство участка железной дороги от Болхова до села Кирейково, которое так и не завершилось.
Летом 1943 г. Красная Армия освободила Орловскую область, и на основании выпущенного позднее распоряжения совета народных комиссаров РСФСР узкоколейная железная дорога перешла в ведение Наркомместтоппрома РСФСР. 20 июня 1944 года вышло постановление о восстановлении узкоколейной железной дороги Оптуха — Болхов. Реконструкция была проведена довольно быстро, в ней участвовали жители близлежащих населённых пунктов Орловской области. В городе Орле было образовано хозрасчетное управление узкоколейной железной дороги. 8 марта 1949 г. по решению исполкома Орловского областного Совета депутатов трудящихся, управление узкоколейной железной дороги было переведено в Болхов.
В 1950-х годах узкоколейная железная дорога использовалась для перевозки леса, угля, который добывали на шахте «Ленинская» в посёлке Новоигинский, а также других товаров.
В начале 1960-х г.г. в Болховском районе стали появляться автомобильные дороги с асфальтовым покрытием, стало налаживаться автобусное сообщение между районами области. В 1961 г. закрылась шахта «Ленинская», добыча угля в которой стала нецелесообразна в связи с газификацией района.
16 октября 1963 г. исполкомом Орловского областного Совета депутатов трудящихся было принято решение о ликвидации Болховской узкоколейной железной дороги, сроком окончания демонтажа назначили 1 июля 1964 года. Строительный материал, остатки подвижного состава предполагалось продать по остаточной стоимости.
В настоящее время от Болховской узкоколейной железной дороги практически ничего не осталось, по маршруту дороги лишь местами сохранилась насыпь, остатки мостов и других сооружений. Несколько метров пути сохранилось на берегу реки Оки у станции Оптуха.